# Anketa Divadelních novin
Anketa Divadelních novin je anketa o divadelní inscenaci roku pořádaná periodikem Divadelní noviny. Poprvé byla vyhlášena v prvním čísle třetího ročníku (1994). Tehdy bylo k vyjádření osloveno celkem 61 osob z řad spolupracovníků a pravidelných přispěvatelů časopisu. Od roku 1998 se okruh rozšířil i mimo stálé spolupracující.
Ankety se každoročně účastní zhruba sto hlasujících, především redaktorů kulturních rubrik českých periodik. Výsledky jsou pravidelně zveřejňovány v prvním lednovém čísle Divadelních novin. Každý hlasující má za úkol přidělit jeden bod inscenaci, která ho v daném roce nejvíce zaujala. Pokud jmenuje více inscenací, přidělí se jim zlomky bodu, např. 1/3.

## Výsledky
K uvedenému roku se výsledky vztahují, vyhlášeny byly zpravidla počátkem roku následujícího:

### 1993
1. Bratři Mrštíkové: Rok na vsi, Národní divadlo Praha[1]

### 1994
1. Čechov, Anton Pavlovič: Racek, Divadlo Na Zábradlí Praha[1]

### 1995
1. Pitínský, Jan Antonín: Sestra Úzkost, Dejvické divadlo Praha[1]

### 1996
1. Bernhard, Thomas: Ritter, Dene, Voss, Divadlo Na Zábradlí Praha[1]

### 1997
1. Čechov, Anton Pavlovič: Ivanov, Divadlo Na Zábradlí Praha[1]

### 1998
1. Purcello, Henry: Dido a Aeneas, Divadlo Josefa Kajetána Tyla Plzeň[1]

### 1999
1. Bernhard, Thomas: Divadelník, Divadlo Na Zábradlí Praha[1]

### 2000
1. Šostakovič, Dmitrij: Lady Macbeth Mcenského újezdu, Národní divadlo Praha[1]

### 2001
1. Berg, Alban: Wozzeck, Národní divadlo Praha[1]

### 2002
1. Janáček, Leoš: Osud, Národní divadlo Praha, r. Robert Wilson
2. Osiřelý západ, Činoherní klub Praha, r. Ondřej Sokol
3. Král Lear, Letní shakespearovské slavnosti (ag. Schok), r. Martin Huba

### 2003
1. Čechov Čechům, Klicperovo divadlo Hradec Králové, r. Vladimír Morávek
2. Psí srdce, Komorní scéna Aréna Ostrava, r. Sergej Fedotov
3. Idiot, Divadlo Petra Bezruče Ostrava, r. Sergej Fedotov

### 2004
1. Dostojevskyj, Fjodor Michajlovič: Kníže Myškin je idiot, Divadlo Husa na provázku Brno, r. Vladimír Morávek (10,5 bodů)
2. Z cizoty, Divadlo Na zábradlí Praha, r. Jan Nebeský (9)
3. Nora, Divadlo v 7 a půl Brno, Jan Antonín Pitínský (8)

### 2005
1. Martinů, Bohuslav: Řecké pašije, koprodukce Národního divadla Brno, Bregenzer Festspiele a Královské opery Covent Garden Londýn, (7 bodů)
2. Znamení kříže, Městské divadlo Brno, r. Hana Burešová, (6)
3. Akvabely, Klicperovo divadlo Hradec Králové, r. Vladimír Morávek (5,83)

### 2006
1. Dumas st., Alexandr: Tři Mušketýři, Divadlo Alfa Plzeň[1]

### 2007
1. Kafka, Franz: Proces, Pražské komorní divadlo v Divadle Komedie Praha[1]

### 2009
1. La Putyka, r. SKUTR[2]

### 2010
1. Polední úděl, Divadlo v Dlouhé Praha, r. Hana Burešová (10 5/6 bodů)
2. Král Lear, Národní divadlo Praha, r. Jan Nebeský (8 5/6)
3. Leoš, Divadlo Husa na provázku Brno, r. Uhde, Štědroň, Morávek (6 5/6)

### 2011
1. Muž bez minulosti, Dejvické divadlo Praha, r. Miroslav Krobot (14 1/3 bodů)
2. Věc Makropulos, Národní divadlo / Stavovské divadlo Praha, r. Robert Wilson (5 1/2)
3. Spílání publiku 2010, Divadlo Komedie Praha, r. Dušan D. Pařízek (5 1/2)

### 2012
Celkem 113 teatrologů, kritiků, publicistů a dalších osobností ohodnotilo 59 projektů 37 divadel či souborů.
1. Odpad město smrt, Divadlo Komedie Praha, r. Dušan D. Pařízek (16 hlasujících)
2. Ucpanej systém, Dejvické divadlo Praha, r. Michal Vajdička
3. Čarokraj, Národní divadlo Praha, r. Petr Forman

### 2013
Ankety se účastnilo 118 respondentů, ohodnoceno bylo 76 inscenací, z toho 44 pražských, 14 brněnských a 6 ostravských.
1. Ruská zavařenina, Komorní scéna Aréna Ostrava, r. Ivan Rajmont (7,5 bodu)
2. Sorokin, Vladimir: Den opričníka (dramatizace), Studio Hrdinů Praha, r. Kamila Polívková (5,5 bodu)
3. Zlatá šedesátá, Reduta Brno, r. Jan Mikulášek

### 2014
Celkem 106 kritiků, publicistů a osobností rozdělilo své body mezi 65 inscenačních projektů.
1. Maryša, HaDivadlo Brno, r. Lukáš Brutovský
2. Petrolejové lampy, Divadlo Petra Bezruče Ostrava, r. Martin Františák
3. Velvet Havel, Divadlo Na zábradlí Praha Hamlet, Švandovo divadlo Praha O beránkovi, který spadl z nebe, Naivní divadlo Liberec